# Benton Ridge, Ohio
Benton Ridge là một làng thuộc quận Hancock, tiểu bang Ohio, Hoa Kỳ. Năm 2010, dân số của làng này là 299 người.

## Dân số
- Dân số năm 2000: 315 người.
- Dân số năm 2010: 299 người.